# 祭囃子双六
祭囃子 双六（まつりばやし すごろく）は、SNK（SNKプレイモア）の対戦型格闘ゲーム『サムライスピリッツ』シリーズに登場する架空の人物。担当声優は増岡太郎。

## 概要
『サムライスピリッツ 天下一剣客伝』（以下、『天下一剣客伝』と表記）にて初登場したキャラクターで、武器は花火の打ち上げに使う大筒。
青い法被を羽織り、腹にはしっかりと巻きつけた晒し、下半身は褌一丁という身なりの祭装束の男性。がっしりとしたアンコ型の体型をしているが身長は低く、ゲーム中のグラフィックも他のキャラクターより頭一つ分ほど小さい。このように姿形からして色物キャラクターである。
花火師を生業とする生粋の江戸っ子で、常に笑顔を絶やさない陽気な性格。『天下一剣客伝』では御前試合を『祭り』と認識し、でっかい花火を打ち上げて人々を幸せにすべく、得意の喧嘩で壮大な祭りに殴りこむ。
妻の歌留多(カルタが由来)、娘の駒(独楽が由来)、飼い犬のぽち（豆柴）は双六の必殺技や勝利ポーズで姿を見せる。本人や妻子を含めた家族の名前は父の門松、母の杵、さらに祖父の初富士、祖母の羽子板とみな正月にまつわる事柄に由来する名前を持つ。
いろはらと同様に『天下一剣客伝』のオリジナル通常使用キャラクターだが、一定の条件を満たすと発生する『お祭り試合』の乱入キャラクターでもある。

## キャラクター性能
独特のバトルスタイルをしており、筒で相手を殴りつけたり、筒の中に相手を閉じ込めて打ち上げたりと自慢の筒を生かした技が多い。そのため武器を飛ばされると少々心もとない。また、後述する必殺技「祭囃子一発・江戸の華！」の発動には大きなリスクが伴うため出しづらく、全体的に使いこなすには難しいキャラクターとなってしまっている。

## 技の解説

### 必殺技
男車
手ぬぐいで筒を回転させる。ボタン連打で回転数を上げることもできる。
江戸っ子の心意気
筒に跨って突撃する。押したボタンによって飛距離や発生速度が変化する。
千輪菊被せ打ち
小ジャンプから筒を相手に被せ、そのまま花火を打ち上げる。
昇銀竜斜め打ち
掬い上げるように相手を筒の中へ入れ、打ち上げる技。
歌留多！
妻・歌留多(かるた)を呼び寄せ、筒に火をつけてもらう。ここから強力な技「祭囃子花火・江戸の華！」につなぐことができるが、火がついている間に敵の攻撃を食らうと筒が爆発しダメージを負ってしまう。ランダムで娘・駒(こま)が登場することもある。
祭囃子花火・江戸の華！
「歌留多！」からの追加入力によって発動する技。火がついた筒で敵を打ち上げると、夜空に大輪の花火が咲く。威力が高く演出も派手だが、前述の理由から出すのは難しい。

### 武器飛ばし必殺技など
神輿突進 男の花道
武器飛ばし技。いったん画面外に退いてから巨大な神輿を召喚し、その上に乗って突っ込んでいく。ランダムで神輿から落ちることもあり、なぜかその場合のほうが性能が高い。
江戸っ子の男気
秘奥義。「江戸っ子の心意気」を強化した技で、筒に跨り突撃した後、垂直に上昇する。

## 関連人物
- 徳川慶寅 - 御前試合決勝の対戦相手。『浅草の祭でよく見かける花火職人のおっさん』として顔を覚えられていた。
- 萬三九六 - 御前試合四人目の対戦相手。双六自身も三九六のエンディングに姿を見せる。